# Balboa (ball)
El balboa és un ball de swing que va sorgir al Sud de Califòrnia als anys vint com a resultat de les pistes saturades de gent a la platja de Newport. Els moviments son curts i ràpids, de manera que no es necessita molt d'espai per a ballar. Normalment es balla en posició tancada i amb música de tempo ràpid. El nom del ball ve de la zona dels EUA on es va inventar: la península de Balboa.
Després de la Segona Guerra Mundial aquest ball va anar quedant en l'oblit, fins que als anys vuitanta fou redescobert i popularitzat novament de la mà dels ballarins Sylvia Sykes y Jonathan Bixby. Actualment el Balboa és un estil practicat en molts països, i se celebren tallers i festivals a nivell internacional.
Hi ha dos tipus de Balboa: el Balboa i el Bal swing.